# Scott Russell
Raymond Scott Russell (East Point Georgia, 28 de octubre de 1964), también conocido como Mr. Daytona, es un piloto estadounidense de motociclismo. Fue campeón en el Mundial de Superbikes y AMA Superbike. También ganó la Daytona 200 en cinco ocasiones y las 8 Horas de Suzuka en 1993. Russell tiene el récord absoluto de victorias de la categoría de 750 cc AMA Supersport.

## Biografía
Después de iniciarse en el motocross cuando era un niño, Russell debutó en las carrera WERA antes de internarse en la AMA en 1987. 
En 1988 fue subcampeón en la categoría Supersport de 750cc y también tuvo algunos éxitos en Superbike y Supersport 600. Fue subcampeón de Superbike en 1989, antes de ganar el título de Supersport de 750 cc durante tres años consecutivos desde 1990 a 1992 y ganar todas las carreras en 1991. En 1992, Russell entró en la Lista de campeones de AMA Superbike. En la Daytona 200 de 1995 se estrelló en la primera vuelta, pero reincorporó en la moto y ganó por delante de Carl Fogarty.
Su mejor temporada fue en 1993, donde se proclamó campeón del Mundial de Superbikes a bordo de la Kawasaki de Muzzy en 1993, y fue subcampeón en 1994. Dejó las series después de un pobre actuación en 1995, y sustituyó al retirado Kevin Schwantz en Suzuki en la categoría de 500 cc Mundial de Motociclismo. Permaneció en Suzuki en 1996 acabando el sexto de la general.
Russell volvió al Mundial de Superbikes con Yamaha en 1997, acabando sexto en la general con una pole y dos podios.  En 1998, acabó décimo pero lejos de las posiciones de cabeza. Su momento más destacado de la temporada fue en Laguna Seca, 
en el que hizo un comienzo de salto flagrante e ignoró las instrucciones de entrar en una stop-go de penalización, eventualmente cayendo, casi causando que su compañero de equipo Noriyuki Haga se cayera también. Russell tuvo una decepcionante carrera con una Harley-Davidson en Campeonato de la AMA de Superbikes durante dos temporadas. Su última temporada en las Superbikes de AMA acabó en la primera carrera de 2001 en Daytona después de un traspaso a la escudería de HMC Ducati.
Ducati tenía muchas esperanzas de que el "Mr. Daytona" los ayudara a lograr su primera victoria de 200. Sin embargo, durante el inicio, la moto de Russell se detuvo y recibió un golpe por detrás después de intentar alejarse de la pista.  Russell sufrió diversas lesiones que acabaron con su carrera en las dos ruedas.
En 2005, Russell entró en el Motorcycle Hall of Fame de la AMA. Scott regresó a Daytona en 2008 con una Yamaha R1. Russell comenzó a desempeñarse como analista líder de motociclismo en SPEED TV en mayo de 2009, reemplazando a Freddie Spencer.
En 2008, Russell se pasó a las cuatro ruedas, compitiendo en la Grand American Road Racing Association tanto en la Rolex Sports Car Series como en la Koni Challenge (ahora Continental Tire Sports Car Challenge). En la temporada 2010, ganó la Ronda 11 del Montreal junto con su copiloto Paul Edwards.

### Carreras por año

#### Mundial de Superbikes
(Carreras en negrita indica pole position, carreras en cursiva indica vuelta rápida)
| Año  | Moto     | 1       | 1      | 2       | 2      | 3       | 3       | 4       | 4       | 5      | 5       | 6      | 6     | 7      | 7     | 8      | 8       | 9     | 9       | 10      | 10     | 11     | 11      | 12    | 12     | 13      | 13    | Pos. | Pts.  |
| Año  | Moto     | R1      | R2     | R1      | R2     | R1      | R2      | R1      | R2      | R1     | R2      | R1     | R2    | R1     | R2    | R1     | R2      | R1    | R2      | R1      | R2     | R1     | R2      | R1    | R2     | R1      | R2    | Pos. | Pts.  |
| ---- | -------- | ------- | ------ | ------- | ------ | ------- | ------- | ------- | ------- | ------ | ------- | ------ | ----- | ------ | ----- | ------ | ------- | ----- | ------- | ------- | ------ | ------ | ------- | ----- | ------ | ------- | ----- | ---- | ----- |
| 1988 | Suzuki   | GBR     | GBR    | HUN     | HUN    | CAN     | CAN     | USA 15  | USA 17  | AUT    | AUT     | FRA    | FRA   | JPN    | JPN   | GER    | GER     | ITA   | ITA     | AUS     | AUS    | NZL    | NZL     |       |        |         |       | 80.º | 1     |
| 1990 | Kawasaki | SPA     | SPA    | GBR     | GBR    | HUN     | HUN     | GER     | GER     | CAN    | CAN     | USA 10 | USA 7 | AUT    | AUT   | JPN    | JPN     | FRA   | FRA     | ITA     | ITA    | MAL    | MAL     | AUS   | AUS    | NZL     | NZL   | 35th | 15    |
| 1991 | Kawasaki | GBR     | GBR    | SPA     | SPA    | CAN     | CAN     | USA 2   | USA 2   | AUT    | AUT     | SMR    | SMR   | SWE    | SWE   | JPN 8  | JPN 5   | MAL   | MAL     | GER     | GER    | FRA    | FRA     | ITA   | ITA    | AUS     | AUS   | 17.º | 53    |
| 1992 | Kawasaki | SPA Ret | SPA 7  | GBR 3   | GBR 3  | GER 4   | GER 7   | BEL 3   | BEL 9   | SPA    | SPA     | AUT    | AUT   | ITA    | ITA   | MAL    | MAL     | JPN   | JPN     | NED     | NED    | ITA    | ITA     | AUS   | AUS    | NZL     | NZL   | 11.º | 83    |
| 1993 | Kawasaki | IRL 2   | IRL 2  | GER 6   | GER 1  | SPA 27  | SPA 2   | SMR 4   | SMR 2   | AUT 3  | AUT 7   | CZE 2  | CZE 1 | SWE 4  | SWE 2 | MAL 2  | MAL 2   | JPN 8 | JPN 1   | NED 2   | NED 2  | ITA 2  | ITA 5   | GBR 1 | GBR 1  | POR Ret | POR 2 | 1.º  | 378,5 |
| 1994 | Kawasaki | GBR 4   | GBR 1  | GER 1   | GER 1  | ITA 1   | ITA 2   | SPA Ret | SPA Ret | AUT 14 | AUT 12  | INA 3  | INA 3 | JPN 1  | JPN 1 | NED 6  | NED 9   | SMR 1 | SMR Ret | EUR 1   | EUR 1  | AUS 2  | AUS 17  |       |        |         |       | 2.º  | 280   |
| 1995 | Kawasaki | GER 8   | GER 10 | SMR 14  | SMR 8  | GBR 6   | GBR Ret | ITA     | ITA     | SPA    | SPA     | AUT    | AUT   | USA    | USA   | EUR    | EUR     | JPN   | JPN     | NED     | NED    | INA    | INA     | AUS   | AUS    |         |       | 18.º | 34    |
| 1997 | Yamaha   | AUS 7   | AUS 6  | SMR Ret | SMR 6  | GBR 6   | GBR 7   | GER 3   | GER 4   | ITA 5  | ITA 8   | USA 6  | USA 4 | EUR 2  | EUR 5 | AUT 7  | AUT 4   | NED 6 | NED 8   | SPA Ret | SPA 5  | JPN 12 | JPN Ret | INA 6 | INA 5  |         |       | 6.º  | 226   |
| 1998 | Yamaha   | AUS 10  | AUS 8  | GBR 13  | GBR 11 | ITA Ret | ITA Ret | SPA 6   | SPA 9   | GER 11 | GER Ret | SMR 8  | SMR 6 | RSA 10 | RSA 9 | USA 15 | USA Ret | EUR 3 | EUR 8   | AUT 12  | AUT 11 | NED 9  | NED Ret | JPN 5 | JPN 12 |         |       | 10.º | 130,5 |

#### Campeonato del Mundo de Motociclismo
(Carreras en negrita indica pole position, carreras en cursiva indica vuelta rápida)
| Año  | Clase | Moto   | 1     | 2     | 3     | 4       | 5     | 6      | 7      | 8     | 9       | 10     | 11    | 12      | 13     | 14    | 15      | Pos. | Pts. |
| ---- | ----- | ------ | ----- | ----- | ----- | ------- | ----- | ------ | ------ | ----- | ------- | ------ | ----- | ------- | ------ | ----- | ------- | ---- | ---- |
| 1995 | 500cc | Suzuki | AUS - | MAL - | JPN - | SPA -   | GER - | ITA 11 | NED 12 | FRA 6 | GBR DNS | CZE 11 | BRA 5 | ARG Ret | EUR 8  |       |         | 13.º | 43   |
| 1996 | 500cc | Suzuki | MAL 4 | INA 7 | JPN 3 | SPA DNS | ITA - | FRA 5  | NED 4  | GER 4 | GBR 5   | AUT 6  | CZE 3 | IMO 7   | CAT 11 | BRA 9 | AUS Ret | 6.º  | 133  |